# Uhlisko
Uhlisko är ett berg i Tjeckien. Det ligger i den östra delen av landet, 170 km öster om huvudstaden Prag. Toppen på Uhlisko är 1 241 meter över havet.
Terrängen runt Uhlisko är huvudsakligen kuperad.Runt Uhlisko är det glesbefolkat, med 8 invånare per kvadratkilometer. Närmaste större samhälle är Štěpánov, 5,2 km öster om Uhlisko. I omgivningarna runt Uhlisko växer i huvudsak barrskog.